# Нахічевань (місто)
Нахічева́нь — місто в Азербайджані, столиця однойменної Нахічеванської Автономної Республіки. Розміщене на правому березі річки Нахічеванчай, притоці Араксу, за 450 км на захід від Баку.

## Транспорт
Місто є головним транспортним центром республіки. У Нахічевані знаходиться єдиний аеропорт. З нього виконуються пасажирські рейси в Баку, Гянджа, Москву, Стамбул.

## Клімат
| Клімат Нахічевану       | Клімат Нахічевану | Клімат Нахічевану | Клімат Нахічевану | Клімат Нахічевану | Клімат Нахічевану | Клімат Нахічевану | Клімат Нахічевану | Клімат Нахічевану | Клімат Нахічевану | Клімат Нахічевану | Клімат Нахічевану | Клімат Нахічевану | Клімат Нахічевану |
| Показник                | Січ.              | Лют.              | Бер.              | Квіт.             | Трав.             | Черв.             | Лип.              | Серп.             | Вер.              | Жовт.             | Лист.             | Груд.             | Рік               |
| Середній максимум, °C   | 0,8               | 4,0               | 12,3              | 20,1              | 24,7              | 29,5              | 34,7              | 33,7              | 30,1              | 21,9              | 12,6              | 5,1               | 19,1              |
| Середня температура, °C | −4                | −0,5              | 5,4               | 12,4              | 17,5              | 22,4              | 26,9              | 26,2              | 21,9              | 14,1              | 6,5               | 0,9               | 12,4              |
| Середній мінімум, °C    | −6,8              | −4,3              | 1,0               | 7,4               | 11,5              | 15,9              | 20,0              | 18,7              | 14,7              | 8,2               | 2,3               | −2,5              | 7,1               |
| Норма опадів, мм        | 19                | 18                | 29                | 38                | 36                | 30                | 17                | 8                 | 11                | 26                | 20                | 15                | 267               |
| ----------------------- | ----------------- | ----------------- | ----------------- | ----------------- | ----------------- | ----------------- | ----------------- | ----------------- | ----------------- | ----------------- | ----------------- | ----------------- | ----------------- |
| Джерело: World Climate  |                   |                   |                   |                   |                   |                   |                   |                   |                   |                   |                   |                   |                   |

## Пам'ятки
- Стародавня середньовічна фортеця